# Jugo de zanahoria

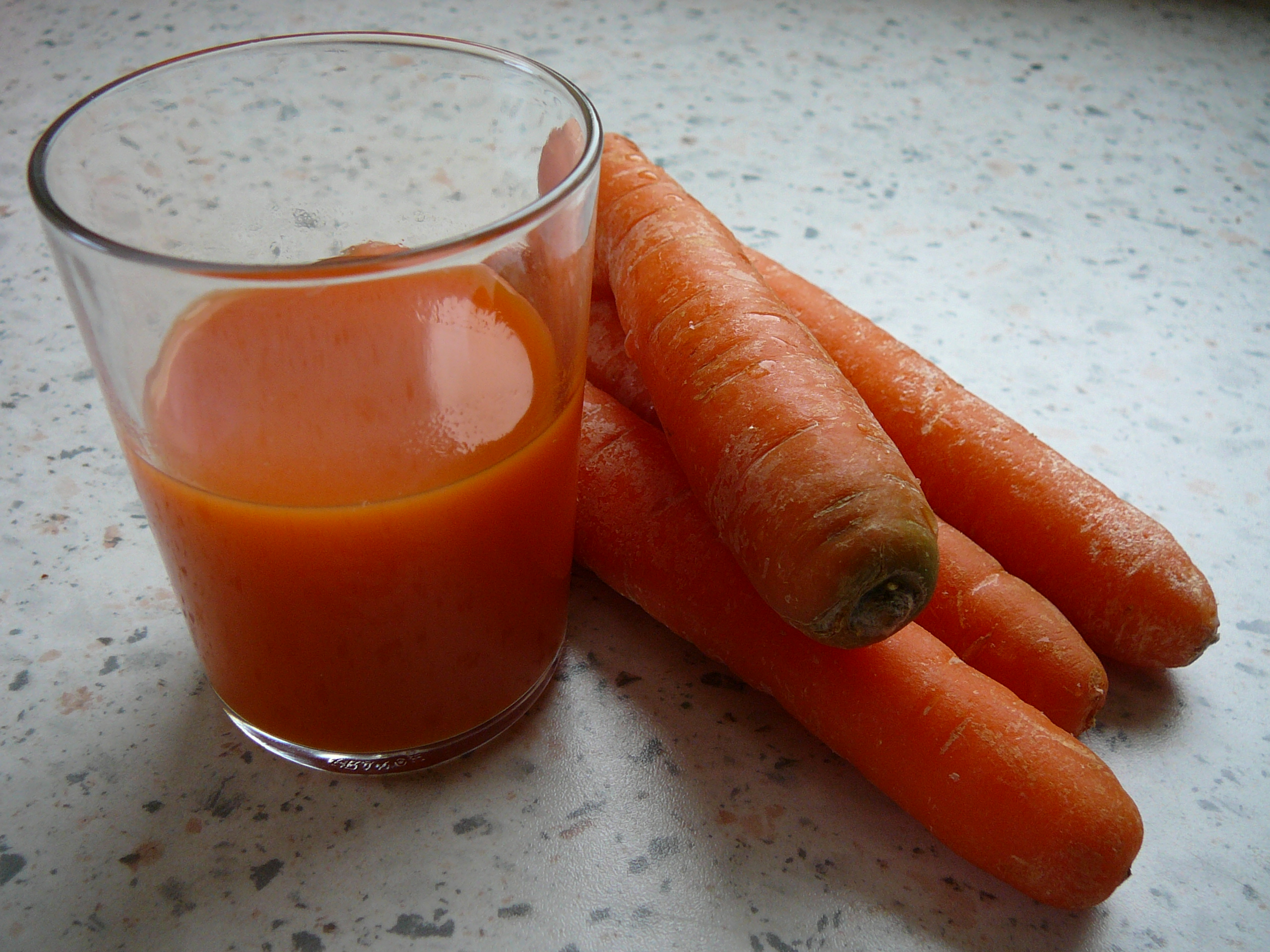
Jugo de zanahoria.

El jugo o zumo de zanahoria es jugo producido a partir de prensar o licuar zanahorias (Daucus carota).

## Descripción
El jugo de zanahoria tiene un contenido particularmente alto de β-caroteno, una fuente de vitamina A, pero también es rico en vitaminas del complejo B como el ácido fólico y muchos minerales como calcio, cobre, magnesio, potasio, fósforo y hierro. ~500 g de zanahorias producirá una taza de jugo (aproximadamente 236 ml), que es un rendimiento bajo en comparación con frutas como manzanas, naranjas..etc. Sin embargo, la pulpa de zanahoria es muy dura; La principal dificultad para licuar zanahorias es separar la pulpa del jugo. Una alternativa mejor para obtener jugos de zanahoria, es prensándola en frío con el fin de preservar los micronutrientes como vitaminas y minerales, evitando la oxidación prematura. 
Al igual que muchos productos con alto contenido de betacaroteno, puede causar carotenoderma temporal, una afección benigna de la piel que produce un tono amarillo anaranjado en la piel. Beber más de 3 tazas de jugo de zanahoria en un período de 24 horas, durante un período prolongado de tiempo puede ser suficiente para causar la afección.
El jugo de zanahoria tiene un sabor dulce único de zanahorias concentradas. A diferencia de muchos jugos, es opaco. A menudo se consume como una bebida saludable. Las zanahorias se han hecho sopas y jugos desde hace cientos de años. En América, el jugo de zanahoria fue uno de los primeros colorantes utilizados para hacer que el queso tuviera un color más oscuro.

## Información nutritiva
1 taza de jugo de zanahoria en lata (236 ml) contiene la siguiente información nutricional según el Departamento de Agricultura de los Estados Unidos (USDA):
- Calorías: 95
- Grasas: 0,35
- Carbohidratos: 21.90
- Fibras: 1.9
- Proteína: 2.24
- Colesterol: 0.010